# Канадзава, Хирокадзу
Хирокадзу Канадзава ( (яп. 金澤 弘和), 3 мая 1931, Иватэ — 8 декабря 2019) — глава крупной международной организации «Международная Федерация Карате сётокан» (SKIF), 10 дан. Одна из самых известных фигур в мире карате. В прессе о нём часто писали как о «величайшем мастере карате» и «величайшем бойце всех времен».

## Биография
Родился в префектуре Иватэ на о. Хонсю в селении Мияко. Отец Канадзавы руководил артелью рыбаков, в которой было более 300 человек. Канадзава был старшим из пятерых сыновей. С самого детства все они занимались боевыми искусствами.
Толчком к активным тренировкам для Хирокадзу послужил случай, произошедший с ним в 11 лет. После драки с одноклассниками отец одного из них дал Канадзаве подзатыльник такой силы, что маленький Хирокадзу упал без сознания. С этого дня и до поступления в университет он всегда слышал шум в ушах.
Канадзава решил вернуть полученный удар и стал отдавать тренировкам все своё свободное время. Он тренировался без устали в течение 5 лет. После школы он поступил в училище, где начал играть в регби, чтобы набрать необходимый вес и силу. По вечерам он дополнительно тренировался в клубе дзюдо полиции города. Через несколько лет Канадзава был готов к мести, но обидчик узнал о готовящемся возмездии и всякий раз уходил от встречи.
В 19 лет Канадзава приехал в Токио, чтобы поступить в университет Нихон, где был сильный клуб карате. Но самый лучший клуб он нашёл в университете Такусёку, где и начал тренироваться в 1951 году. Тренировки здесь проводил сам Фунакоси, а его помощником был Масатоси Накаяма. Этот клуб славился жестокостью своих тренировок и суровыми законами. Канадзава стал одним из самых талантливых учеников клуба: всего через полтора года он получил первый дан.
В 1954 году Канадзава начал тренироваться в хомбу додзё JKA. В 1956 году он окончил университет Такусёку, а ещё через год вступил в JKA (Японскую Ассоциацию Карате).
В 1957 году Канадзава победил в соревнованиях по кумитэ на Первом чемпионате Японии по карате, организованном JKA. Известно, что перед чемпионатом Канадзава сломал правую руку, но не отказался от выступления, чтобы не огорчать маму, которая приехала болеть за него. В 1959 году, на Втором чемпионате, Канадзава вновь стал чемпионом, на этот раз не только в кумитэ, но и в ката.
В 1960 году началась его блестящая карьера международного инструктора Сётокан карате-до. Он стал шеф-инструктором Гавайев и США, затем в 1962 возглавил Гавайскую Лигу Каратэ.
В 1963 ему был присвоен 5 дан, и он отправился с семинарами в Европу, где в 1964 стал главным инструктором Англии и ФРГ.
В 1966 году Хироказу получил 6 дан.
В 1971 году Канадзаве присвоили 7 дан и назначили главным инструктором международного отдела JKA.
В 1972 году ему была поручена подготовка команды Японии к выступлению на втором чемпионате мира WUKO в Париже. Внезапно его блестящая карьера оборвалась.
В декабре 1977 Канадзава вышел из JKA и основал направление SKIF (Shotokan Karate-do International Federation) — Международная Федерация Сётокан Карате-до. Его разрыв с JKA и создание собственной независимой организации вызвали множество споров. И сам Канадзава и JKA говорили, что причиной этого разрыва были разногласия в спортивной политике, но дело было не только в этом. Канадзава всегда стремился к сохранению традиций и возрождению духа будо в карате, но при этом он был готов к экспериментам и не уважал запреты.
Авторитет Канадзавы был столь высок, а его политика столь привлекательна, что его организация стремительно росла, и в настоящее время в ней состоят 1,7 миллиона человек в 72 странах мира. И это при том, что самому Канадзаве тоже не удалось избежать проблемы раскола — 1 июня 1990 года от него ушёл старший инструктор Касуя Хитоси, который с группой других инструкторов создал собственную организацию — Мировую Федерацию Сётокан Карате-до (WSKF).
В 2000 году Канадзаве присвоен высший, 10 дан.
Три сына сэнсэя Хироказу Канадзавы продолжают семейную традицию и являются инструкторами Хомбу Додзё SKIF (Shotokan Karate-do International Federation). Так, старший сын сэнсэя — Нобуаки Канадзава неоднократно становился чемпионом Japan Karate-do Federation (JKF).